# کیم سونگ هون
کیم سونگ هون (کره‌ای: 김성훈؛ زادهٔ ۲۰ فوریه ۱۹۷۱) کارگردان فیلم و تلویزیون اهل کره جنوبی است. او یک روز سخت (۲۰۱۴) و پادشاهی (۲۰۱۹–) را کارگردانی کرده‌است.

## فیلم‌شناسی

### مجموعه تلویزیونی
- پادشاهی (نتفلیکس، ۲۰۱۹–اکنون) - کارگردان[۲]
- پادشاهی: آشین از شمال (نتفلیکس، ۲۰۲۱) - کارگردان[۳]